# Pape Cheikh Diop
Pape Cheikh Diop Gueye (* 8. August 1997 in Dakar) ist ein senegalesisch-spanischer Fußballspieler.

## Karriere

### Verein
Diop spielte beim Club Internacional de la Amistad, bevor er 2012 in die Jugendabteilung von Atlético Coruña Montañeros wechselte, wo er aber nur ein Jahr blieb. 2013 wechselte er zur Jugendmannschaft von Celta Vigo. Sein Talent wurde schnell entdeckt und er wurde zunächst für zwei Jahre in den Kader der zweiten Mannschaft berufen. 2016 wechselte Diop in die A-Mannschaft. Er bekam jedoch schon in der Saison 2015/16 einige Einsätze bei den Profis. So kommt es, dass er bereits am 12. Dezember 2015 sein Debüt in der Primera División abgab. Damals beim 1:0-Heimsieg gegen Espanyol Barcelona, wo er in der 87. Minute für den verletzten Nolito eingewechselt wurde. Einige Tage später spielte Diop auch seine erste Partie in der Copa del Rey. Sein erstes Tor für die spanischen Erstligisten schoss Diop zum 3:1-Endstand gegen den FC Granada am 27. November 2016. Im Sommer 2017 wechselte er zum französischen Spitzenclub Olympique Lyon, wo er in der Saison 2017/18 nur einen Einsatz in der Ligue 1 bekam. Es war gleichzeitig sein Ligue-1-Debüt. Es war der 5:0-Auswärtssieg über den FC Metz am 8. April 2018. Auch hier wurde Diop gegen Ende der Partie eingewechselt. 2018/19 bekam er mehr Einsätze in der Ligue 1, er kam auf zwölf. Außerdem gab er in dieser Spielzeit sein Champions-League-Debüt. Es war am 19. September 2018 gegen Manchester City beim 2:1-Sieg. Er spielte sogar von Beginn an. Für die Saison 2019/20 wurde der Spanier zurück nach Vigo verliehen. Bis zur Corona-Krise brachte er es auf 14 Einsätze in der LaLiga. Im Sommer 2020 wurde er innerhalb der Ligue 1 an den Dijon FCO verliehen, wo er am ersten Spieltag der neuen Saison gegen den SCO Angers debütierte. Während seiner Leihe spielte er 21 Mal und stieg am Ende der Saison mit Dijon in die Ligue 2 ab. Anschließend kehrte er nach Lyon zurück und kam dort nur noch zu einer Partie in der vierklassigen Reservemannschaft. Daraufhin wechselte Cheikh im Sommer 2022 weiter zum griechischen Erstligisten Aris Thessaloniki.

### Nationalmannschaft
Diop durchlief am Anfang mehrere Jugendnationalmannschaften des spanischen Fußballverbandes. Er war unter anderem beim Sieg der U-19-Fußball-Europameisterschaft 2015 in Griechenland dabei. Am 9. Oktober 2020 debütierte er jedoch für die A-Nationalmannschaft des Senegals bei einer 3:1-Niederlage gegen Marokko, als er in der 79. Minute für Cheikhou Kouyaté eingewechselt wurde.

## Erfolge
- U-19-Europameister: 2015